# Cilindre de gas

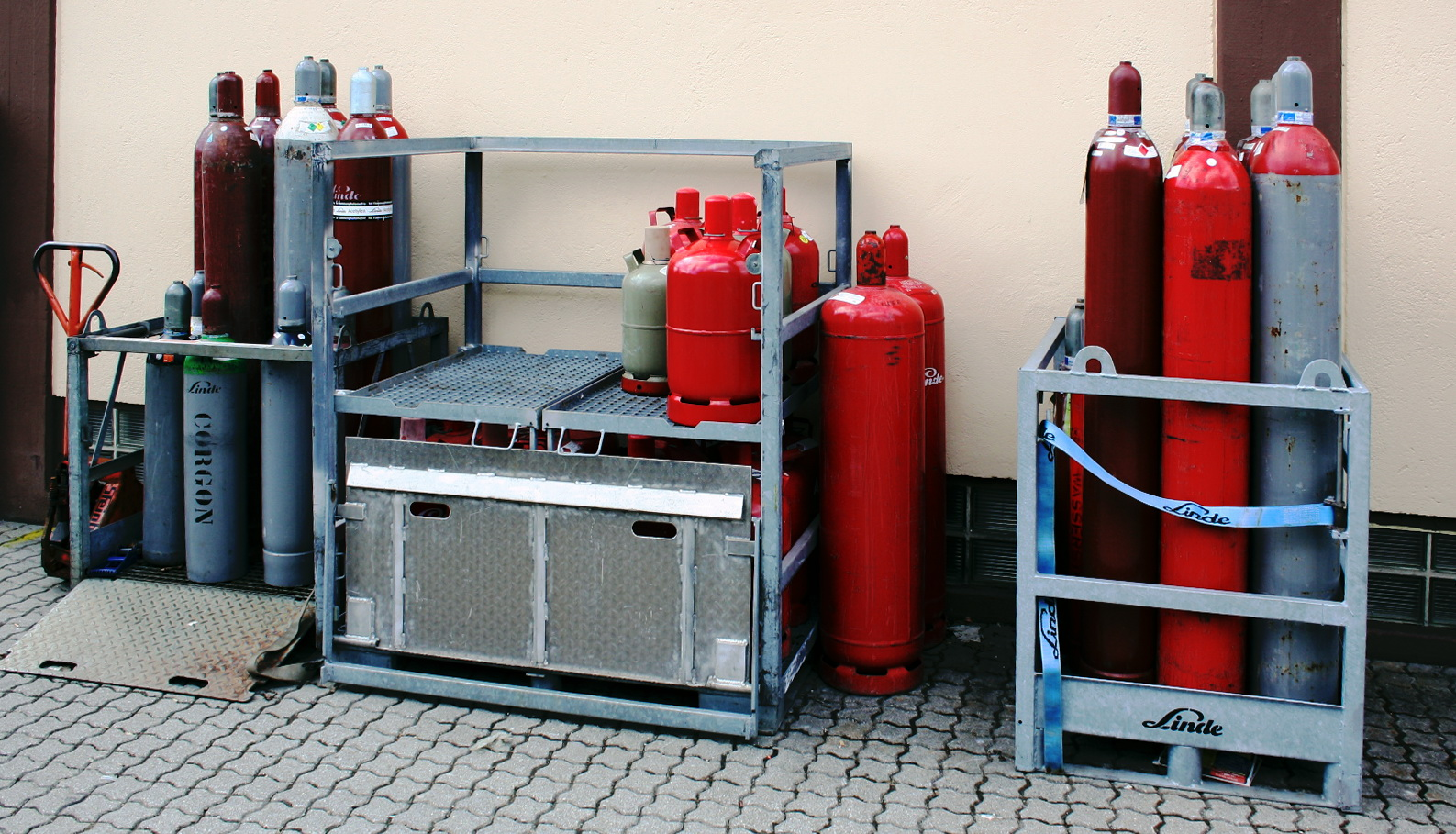

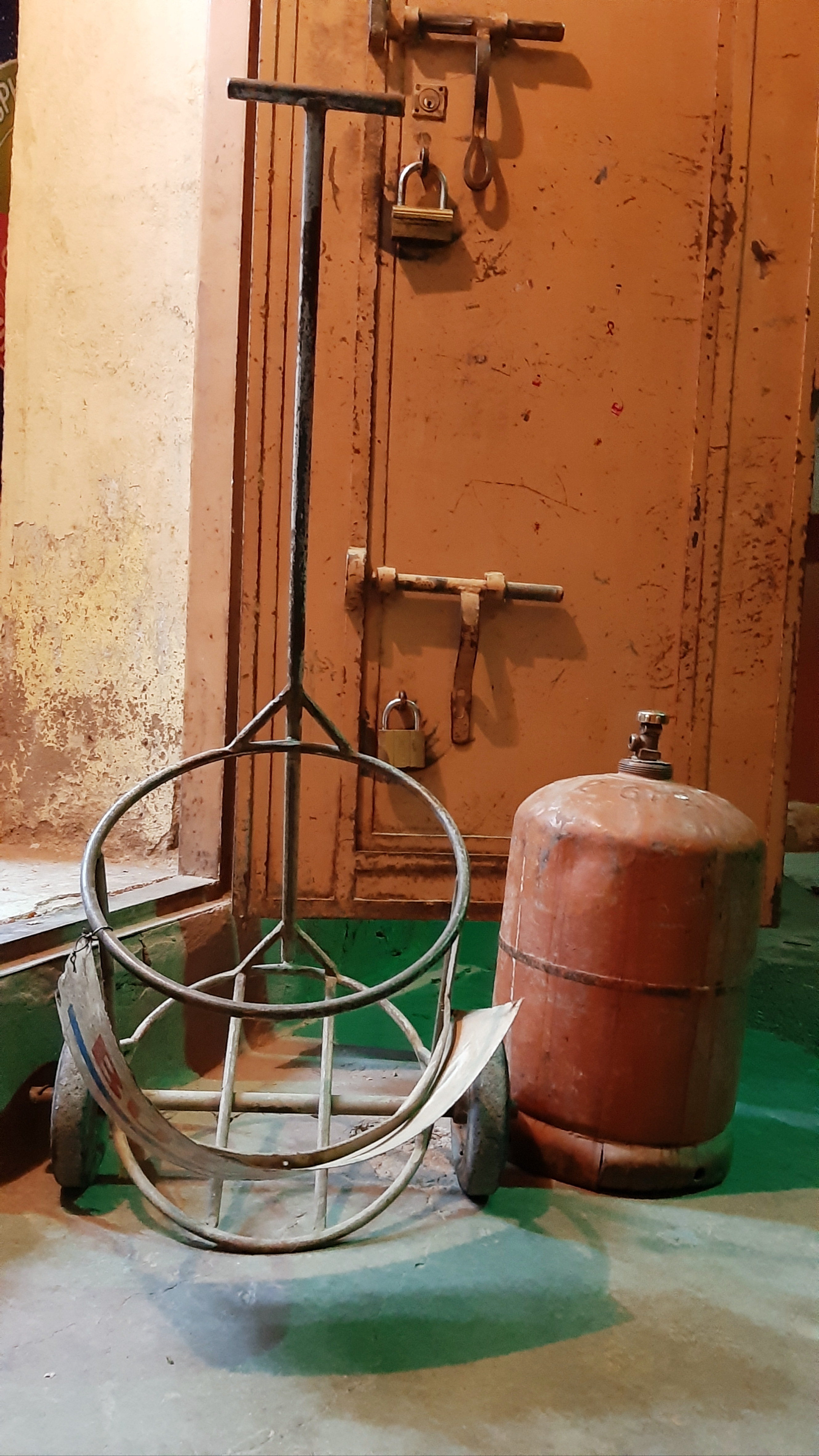
Bombona de gas al Marroc

Un cilindre de gas, denominat també bombona, botella o tanc de gas és el sistema habitual de distribució de gas liquat de petroli, compost per butà, propà i altres gasos, a excepció del gas natural. La proporció entre els gasos varia segons el petroli d'origen, i ronda al voltant d'un 40% de butà i d'un 60% de propà. El combustible està en forma líquida, i es va evaporant a l'interior de la bombona a mesura que es consumeix. Es manté constant la pressió de sortida del gas mitjançant un mecanisme regulador.

## Equivalència calòrica
Un tanc de 10 kg de butà subministra aproximadament 4 m³ de gas. Atès que el potencial calorífic és de 28.000 kcal/m³, (12,7 kWh/kg) una bombona conté 112.000 kcal.
Això equival aproximadament a:
- 12,5 m³ de metà (gas natural)
- 20 L d'alcohol etílic
- 11 L de gasoil, o querosè
- 11,5 L de gasolina ("nafta" o "benzina")
- 127 kWh d'electricitat
- 28 hores funcionant un cremador de 4000 kcal

Atès que el butà té més del triple del potencial calorífic que el gas natural, cal adaptar els cremadors i canviar els pics per tenir la tercera part del flux.

## Les bombones de gas a Espanya
A l'estat espanyol es denomina comunament bombona de butà i es va introduir a finals dels anys 50. Usualment es distribueix una barreja d'ambdós gasos, en una proporció d'entre 30% de butà i 50% de propà.
El gas butà, en ser fàcilment licuable, és senzill de mantenir en un recipient a pressió com una bombona. Cada bombona conté 12,5 kg de gas i el pes total completament plena és d'uns 35 kg. Són repartides en camions setmanalment pels carrers i pujades a les cases per mossos de repartiment, denominats butaners, que també recullen l'anterior bombona utilitzada. El seu cost actual (maig de 2012) és de 15,53  a Espanya. Quan el consum és molt baix, és més econòmic perquè no cal pagar un tarifa mensual.
Si la bombona és a l'exterior i el temps és fred, pot ser que no subministri suficient gas encara que aquest no s'hagi acabat. Això passa perquè el gas liquat està fred i li costa evaporar-se, i fins i tot pot congelar. Quan es consumeix gas de la bombona, s'evapora part del gas líquid i aquest es refreda encara més, dificultant encara més l'evaporació i sortida del gas. Aquesta circumstància es produeix sobretot quan es demanda molt flux de gas, per exemple, durant la dutxa i quan la bombona està més buida, ja que quan hi ha menys quantitat de líquid, el fred que produeix l'evaporació del gas es reparteix entre menys quantitat de líquid i fa que el líquid baixi més de temperatura que quan està més plena.
La bombona de butà pot ser usada com a font de combustible per automòbils, en reemplaçament de combustibles líquids com la gasolina, encara que en general es fa servir gas natural. Hi ha països amb restriccions parcials o prohibició total per al seu ús en vehicles.